# Хан Ґан
Хан Ґан (кор. 한강) — південнокорейська письменниця. 2016 року стала лауреаткою Міжнародної Букерівської премії за роман «Вегетаріанка», що розповідає про рішучу відмову жінки від м'ясних продуктів та про руйнівні наслідки такого рішення.
Отримала Нобелівську премію з літератури 2024 року за «її насичену поетичну прозу, яка протистоїть історичним травмам і викриває крихкість людського життя», ставши першою південнокорейською письменницею та першою письменницею з Азії, яка отримала Нобелівську премію з літератури.

## Біографія
Народилася 27 листопада 1970 року у Кванджу, Південна Корея. Дочка південнокорейського письменника Хан Син Вона. У десятирічному віці переїхала до Саюрі, один із районів Сеула, про який з приязню згадує у романі «Уроки греки». Вивчала корейську літературу в Університеті Йонсе. Має брата Хан Дон Ріма, який також став письменником. Розпочала свою письменницьку кар'єру з публікації віршованого твору в одному з зимових випусків періодичного видання «Література і суспільство». Вже наступного року здійснила офіційний літературний дебют, коли її оповідання «Шарлатовий якір» здобуло перемогу у Сеульському весняному літературному конкурсі імені Шінмуна. З того часу письменниця отримала низку інших нагород: Літературний приз імені Ї Санг (2005), Премію сьогоденного молодого митця, Корейську літературну премію за найкращий роман тощо. З літа 2013 рок у Хан викладає креативне письмо у Сеульському інституті мистецтв та не перестає публікувати нові оповідання та романи.
За словами Хан, вона страждає від мігреней, які, однак, допомагають їй «зберігати скромність». Вона також стверджує, що якби не її мігрені, вона, можливо, б ніколи не вирішила стати письменницею.

## Кар'єра
1995 року письменниця опублікувала твір «Кохання Йосу», який привернув до себе увагу завдяки чіткій та насиченій оповіді. Хан написала романи «Вегетаріанка» та «Монгольський слід» від руки, оскільки надмірне використання клавіатури пошкодило її зап'ястя. Стало відомо, що у свої студентські роки Ган вразив такий рядок з поезії Ї Санга: «Вважаю, що людям слід стати рослинами», який згодом надихнув її на створення роману «Вегетаріанка», що став першим її твором, який перекладено англійською мовою. Втім, письменниця встигла привернути до себе увагу світового загалу ще до того, як Дебора Сміт переклала її роман. Переклад викликав певну дискусію, оскільки читачі віднайшли певні неточності, зокрема деякі діалоги приписано не тим персонажам. Попри це, англійська версія роману принесла Міжнародну Букерівську премію 2016 року обом — авторці й перекладачці. Крім того, Хан Ган стала першою корейською письменницею, яку номіновано на цю премію. «Нью-Йорк Таймс Бук Рев'ю» назвав твір однією з «10 найкращих книг 2016 року». Вдруге письменницю номіновано на Букерівську премію у 2018 році, цього разу за роман «Біла книга», у якому письменниця концентрує свою увагу на втраті старшої сестри, яка померла немовлям вже через дві години після народження.
Поетична кар'єра Хан розпочалася з публікації п'яти віршів, зокрема «Зими в Сеулі», який ввійшов до зимового випуску журналу «Література і суспільство» (1993). Наступного року світ побачив її перший прозовий твір «Червоний якір», який здобув перемогу в Сеульському весняному літературному конкурсі імені Шінмун. 1995 року опублікувала свою дебютну збірку «Кохання Йосу». 1998 року Хан взяла участь у Міжнародній письменницькій програмі Університету Айова. Серед її творів: оповідання «Моя жінка» (2000) та «Вогняний Саламандр» (2012); романи «Чорний олень» (1998), «Твоя холодна рука» (2002), «Вегетаріанка» (2007), «Подих боротьби» (2010), «Уроки грецької» (2011), «Людські діяння» (2014) та «Біла книга» (2016); поетична збірка «Я кладу вечір до шухляди» (2013); книги есеїв «Кохання та все, що навколо кохання»(2003), «Тихо проспівані пісні» (2007).
Хан також музикантка та пошановувачка образотворчого мистецтва, що часто відбивається у її творах. Наприклад, роман «Твоя холодна рука» розповідає історію скульптора та його моделі. Коли Хан опублікувала збірку есеїв «Тихо проспівані пісні» (2007), вона випустила також й CD-диск з піснями власного написання і виконання.
Повість «Немовля Будда» та роман «Вегетаріанка» стали основою для однойменних кінофільмів.

## Переклади українською
- Хан Ган. Вегетаріанка. — К. : КМ-Букс, 2016. — 176 с. — ISBN 978-617-7409-88-4.